# Ehrenhäuptling der Watubas
Ehrenhäuptling der Watubas ist ein deutscher Abenteuerfilm bzw. eine Filmkomödie. Die Handlung ist in einer deutschen Kolonie in Afrika vor 1914 angesiedelt. Es war die dritte und letzte Produktion der Käpt’n-Senkstake-Reihe mit Hans-Joachim Kulenkampff in der Hauptrolle. Die drei Filme (erster Film Ay, ay, Sheriff, zweiter Film Das Spukschloß von Baskermore) standen in keinem direkten inhaltlichen Zusammenhang und wurden sämtlich 1974 in der ARD ausgestrahlt.

## Handlung
Kapitän Senkstake und Leichtmatrose Bruno laufen mit ihrem Dampfer Neptun im Hafen von Batanga ein, das sich in einer deutschen Kolonie in Afrika befindet und 6000 Seemeilen von Bremen entfernt ist. Schon kurz nach der Landung werden sie militärisch von einer Gruppe Askaris der dortigen Schutztruppe gegrüßt, die Senkstake aufgrund seiner Uniform für einen Marineoffizier halten.
In der Kommandantur Batanga rechnet Senkstake mit einem Verwaltungsbeamten die Schiffsladung ab. Dabei fällt ihm ein Tarzanbuch aus der Hausbibliothek in die Hände. Scherzhaft bemerkt Senkstake, dass es sich wohl um eine Anleitung zum Dschungelkrieg handelt.
Senkstake hat den Spezialauftrag, Professor Königsfeld in seiner Kaiserlichen Tierverhaltensforschungsstation bei einem Forschungsprojekt zu unterstützen. Der Verwaltungsbeamte empfiehlt anhand einer Landkarte von Deutsch-Ostafrika einen Umweg über die Missionsstation Sankt Bonifazius, da es dort einen guten Rotwein gäbe; ein Ratschlag, den Senkstake gerne annimmt.
Auf der Missionsstation, die von Hochwürden und Ordensschwester Ludburga geleitet wird, ist der Major der Schutztruppe von Treptow-Teltow eingetroffen. Er ist auf der Suche nach drei weißen Sklavenhändlern. Tatsächlich hat die Station drei Tage zuvor Besuch von weißen Männern erhalten, die Ludburga jedoch für völlig unverdächtig hält. Der Major rät den beiden, zukünftige weiße Besucher wenn möglich festzuhalten und ihn zu benachrichtigen.
Als Senkstake und Bruno in Königsfelds Forschungsstation eintreffen, ohne die Mission besucht zu haben, finden sie die Anlage verwüstet und menschenleer vor. In einer Hütte ist ein Schimpanse angebunden, den sie befreien und mitnehmen. Auf dem Gelände finden Senkstake und Bruno außerdem eine junge Frau, die an einem Baum gefesselt ist. Es ist Königsfelds Nichte Sylvia. Sie berichtet, dass ihr Onkel samt Personal von dem Sklavenhändler Meier entführt wurde.
Als Senkstake, Bruno und Sylvia in der Mission erscheinen, werden die beiden Männer von Schwester Ludburga mit einer Betäubungsspritze außer Gefecht gesetzt, da sie sie für die gesuchten Sklavenhändler hält und Sylvia für ein Entführungsopfer. Sylvia versucht vergeblich, die Situation zu erklären. Sie weckt sie die Betäubten und flieht mit ihnen.
Während von Treptow-Teltow mit seinen Askaris im Urwald planlos nach den Sklavenhändlern fahndet, stößt das Trio auf Meiers Karawane, in der auch Sylvias Onkel als Gefangener mitgeführt wird. Senkstake kann Meier In einem Zweikampf außer Gefecht setzen und Königsfeld befreien, doch Meier entkommt. Nun stellt sich heraus, dass der Professor im Auftrag der preußischen Armee forscht. Ziel ist die Verwendung von Termiten, die als eine Art biologische Waffe eingesetzt werden sollen.
Die befreiten Afrikaner vom (fiktiven) Stamm der Watubas laden Senkstake, Bruno, Sylvia und den Professor zum Dank in ihr Dorf ein und wollen den Kapitän zu ihrem Ehrenhäuptling machen, was Senkstake laut Professor Königsfeld keineswegs ablehnen darf, um die Watubas nicht zu kränken. Der Watuba-Häuptling ist von Senkstake sofort begeistert und entscheidet, dass der Kapitän seine Tochter Lelani heiraten soll. Eine Ablehnung kommt, wie Professor Königsfeld erklärt, bei Todesstrafe nicht in Frage. Doch die emanzipierte Lelani will Senkstake nicht heiraten, da sie in Emu, einen jungen Mann aus einem anderen Stamm, verliebt ist und diesen entgegen den Gesetzen der Watubas ehelichen will.
Um ihre Heirat zu verhindern, fliehen Senkstake und Lelani. Sie geht mit Emu in dessen Dorf, Senkstake trifft erneut auf Meier und nimmt ihn gefangen. Der Kapitän will den Sklavenhändler nun Treptow-Teltow und seinen Askaris übergeben. Doch der Major glaubt Senkstake nicht, da Senkstake noch die Tracht der Watubas trägt und keine Ausweispapiere besitzt. Meier kann den Major davon überzeugen, dass Senkstake der gesuchte Sklavenhändler ist. Der Kapitän wird trotz seiner Proteste („Justizirrtum“) in der Mission inhaftiert.
Doch der Unteroffizier der Askaris glaubt Senkstake und verhilft ihm heimlich zur Flucht. Dabei tarnt sich Senkstake als Büste Kaiser Wilhelms II. getarnt im Salon der Mission. Schließlich gelingt es ihm, als Ordensschwester verkleidet, aus der Mission zu entkommen.
In der Mission erscheint der Major mit seiner Truppe in Begleitung von Meier. Plötzlich erscheinen die Watubas. Sie sind „sauer“ auf ihren Ehrenhäuptling, weil er der Hochzeit entflohen ist und wollen ihn abholen. Außerdem suchen sie Meier. Meier schießt auf die Watubas, die mit Pfeilschüssen antworten. Der Major will keinen Weißen an die Afrikaner ausliefern; es kommt zu einer Schießerei zwischen der Schutztruppe und den Watubas. Da erschallt aus dem Dschungel der Tarzanruf. Senkstake hat sich mit einem Leopardenfell als Tarzan verkleidet und verkündet Gerechtigkeit für alle, woraufhin die Watubas sich aus der Mission zurückziehen. Meier nimmt den Major gefangen und will mit ihm als Geisel fliehen. Er wird jedoch von „Tarzan“ gestellt und besiegt.
Senkstake, Bruno, Sylvia und ihr Onkel fliehen vor den „Ehefrauen“ des Ehrenhäuptlings im Boot zurück zur Neptun. Schließlich fragt Bruno den Kapitän, warum denn der Kaiser so wild auf Kolonien ist. Senkstake antwortet nicht direkt, sondern konstatiert nur, dass der Kaiser sie auch nicht ewig behalten wird.

## Produktionsnotizen
Drehort war unter anderem Ruanda, das bis 1919 Teil der Kolonie Deutsch-Ostafrika war.
Die Stimmen von Astrid Jacob, Raimund Harmstorf und Chiquita Gordon wurden von Helga Trümper, Wolfgang Hess und Eva Kinsky synchronisiert.

## Kritik
Simon Philip rezensierte den Film am 4. Juni 1974 im Hamburger Abendblatt und bezeichnete ihn als „Tarzan für Arme“ beziehungsweise „beispielloses Laien-Theater“. Zwar sei der Produktionsetat offensichtlich knapp bemessen gewesen, der Film aber an der einfallslosen Regie von Olsen gescheitert. Kulenkampff habe sich als Komiker „total ruiniert“.

## Trivia
Hauptdarsteller Kulenkampff machte 1939 in Bremen sein Abitur am seinerzeitigen Lettow-Vorbeck-Gymnasium, das nach Paul von Lettow-Vorbeck benannt war, einem ehemaligen Kommandeur der Schutztruppe für Deutsch-Ostafrika.
Batanga ist kein Hafen, sondern eine Ethnie in Kamerun.

## Überlieferung
In den 1980er Jahren erschienen von Silwa Video und SK Video Film  VHS-Editionen des Films, 2019 von Pidax Film eine DVD-Edition mit allen drei Filmen der Serie.